# Coracina schistacea
Coracina schistacea là một loài chim trong họ Campephagidae.